# Peter Nordlund
Stig Peter Gunnar Nordlund, född 6 maj 1953 i Ulricehamns församling i Älvsborgs län, är en svensk försvarsexpert, bankdirektör och företagsledare.

## Biografi
Nordlund avlade civilekonomexamen vid Handelshögskolan i Stockholm 1977 och anställdes samma år som forskare vid Försvarets forskningsanstalt (FOA). Några år senare blev han chef för FOA:s försvarsekonomer. Nordlund lämnade FOA 1986 för en karriär inom bank- och finanssektorn där han bland annat var budgetchef/controller på PK Finans, ekonomichef, kreditchef och risk manager i bolag inom GOTA-koncernen, chefscontroller och produktområdeschef vid Östgöta Enskilda Bank och verkställande direktör för Abaris NetSet AB.
År 2002 blev Nordlund projektledare vid Totalförsvarets forskningsinstitut (FOI) med titeln överingenjör. Hans projekt vid FOI anslöt ofta till aktuella försvarspolitiska frågor. Exempel på detta är en rapport  år 2010, som i samband med övergången från värnplikt till en frivillig rekrytering av gruppbefäl, soldater och sjömän (GSS) varnade för alltför optimistiska antaganden rörande rekryteringsmöjligheterna av GSS. Farhågorna besannades och värnplikten återinfördes år 2017.
Ett annat exempel på Nordlunds rapporter om försvarspolitiska frågor handlar om finansieringen av försvaret. Han hävdade tidigt att Försvarsmakten var underfinansierad på grund av en obalans mellan de uppgifter Försvarsmakten ansvarade för och nivån på det tilldelade försvarsanslaget. En orsak till underfinansieringen var systemet för kompensation för pris- och löneökningar, det så kallade Försvarsprisindex (FPI), som systematiskt tenderade att underkompensera Försvarsmakten för pris- och kostnadsfördyringar. Rapporterna sågs som kritik av det politiska beslutsfattandet om försvarsanslagen.
Ytterligare exempel på områden som har analyserats inom Nordlunds projekt är den politiska styrningen av försvaret, försvarsmaterielanskaffningen, officersutbildningen, försvarsutgifter och kostnadsberäkningar inom försvaret.
Nordlund har även medverkat i flera internationella projekt inom EU och inom partnerskapet med NATO.
Peter Nordlund invaldes 2011 som ledamot av Kungliga Krigsvetenskapsakademien.